# Budanowka (obwód kurski)
Budanowka (ros. Будановка) – wieś (dieriewnia) w Rosji, w obwodzie kurskim, w rejonie zołotuchińskim. W 2010 liczyła 1889 mieszkańców.